# Bernard Plantevelue
Bernard Plantevelue (Uzès, 22 maart 841 - circa 886) was van 872 tot aan zijn dood graaf van Auvergne, van 874 tot aan zijn dood graaf van Toulouse en van 878 tot aan zijn dood markgraaf van Gothië. Hij behoorde tot het huis der Wilhelmiden.

## Levensloop
Bernard was een zoon van markgraaf Bernhard van Septimanië uit diens huwelijk met Dhuoda, die afkomstig was uit een Austrasiche familie met aanzien. 
Zijn familie viel in 844 in ongenade bij koning Karel de Kale van West-Francië en verloor hierdoor haar bezittingen. Nadat Bernard Plantevelue weer in de gunst van de koning was gekomen, werd hij in 866 benoemd tot graaf van Autun. Niet veel later werd Bernard er echter van verdacht betrokken te zijn bij een samenzwering tegen de koning, om de dood van zijn vader te wreken. Zijn bezittingen werden in beslag genomen en Bernard werd weer verbannen. In dezelfde periode voerde hij conflicten met Robert de Sterke, graaf van Tours, en graaf Ranulf I van Poitiers.
Rond 869 kreeg Bernard genade van Karel de Kale. In de jaren daarna verdrong hij zijn schoonbroer Warinus uit Auvergne en werd hij daar de nieuwe graaf. In 874 gaf hij vermoedelijk de opdracht om graaf Bernard van Toulouse te vermoorden, waarna de koning hem dit graafschap toewees. De volgende jaren was hij ook een nauwe adviseur van de Aquitaanse onderkoning Lodewijk de Stamelaar. Nadat die in 877 zijn broer Karel de Kale was opgevolgd als koning van West-Francië, was Bernard een belangrijke steun in de strijd tegen de opstandige markgraaf Bernard van Gothië, die in 878 werd verslagen. Als beloning verwierf Bernard Plantevelue Berry en het markgraafschap Gothië (Septimanië). Na het overlijden van Lodewijk de Stamelaar in 879 ondersteunde hij diens zonen Lodewijk III en Karloman II in de strijd tegen Boso van Provence, die zich in de Provence tot koning had uitgeroepen, en bekwam als dank voor de ondersteuning in 880 de Maconnais. In 884 steunde hij ook de benoeming van Karel III de Dikke tot koning van West-Francië, hetgeen hem de Lyonnais opleverde.
Bernard Plantevelue stierf omstreeks 886. Zijn uitgebreide bezittingen, met als kern Auvergne, bleven bijna volledig in de handen van zijn familie, waardoor hij ook beschouwd wordt als de stichter van het hertogdom Aquitanië. Zijn zoon Willem I voerde deze titel pas voor het eerst in 909. Het graafschap Toulouse werd echter geërfd door Odo, de jongere broer van de vroegere graaf Bernard.

## Huwelijk en nakomelingen
Bernard was gehuwd met Ermengarde (overleden na 881), dochter van graaf Bernhard van Auvergne. Ze kregen volgende kinderen:
- Willem I (overleden in 918), hertog van Aquitanië, graaf van Auvergne en markgraaf van Gothië
- Warin
- Ava, abdis in Lyon
- Adeline, huwde met burggraaf Alfred I van Carcassonne.